# Saint-Loupkerk

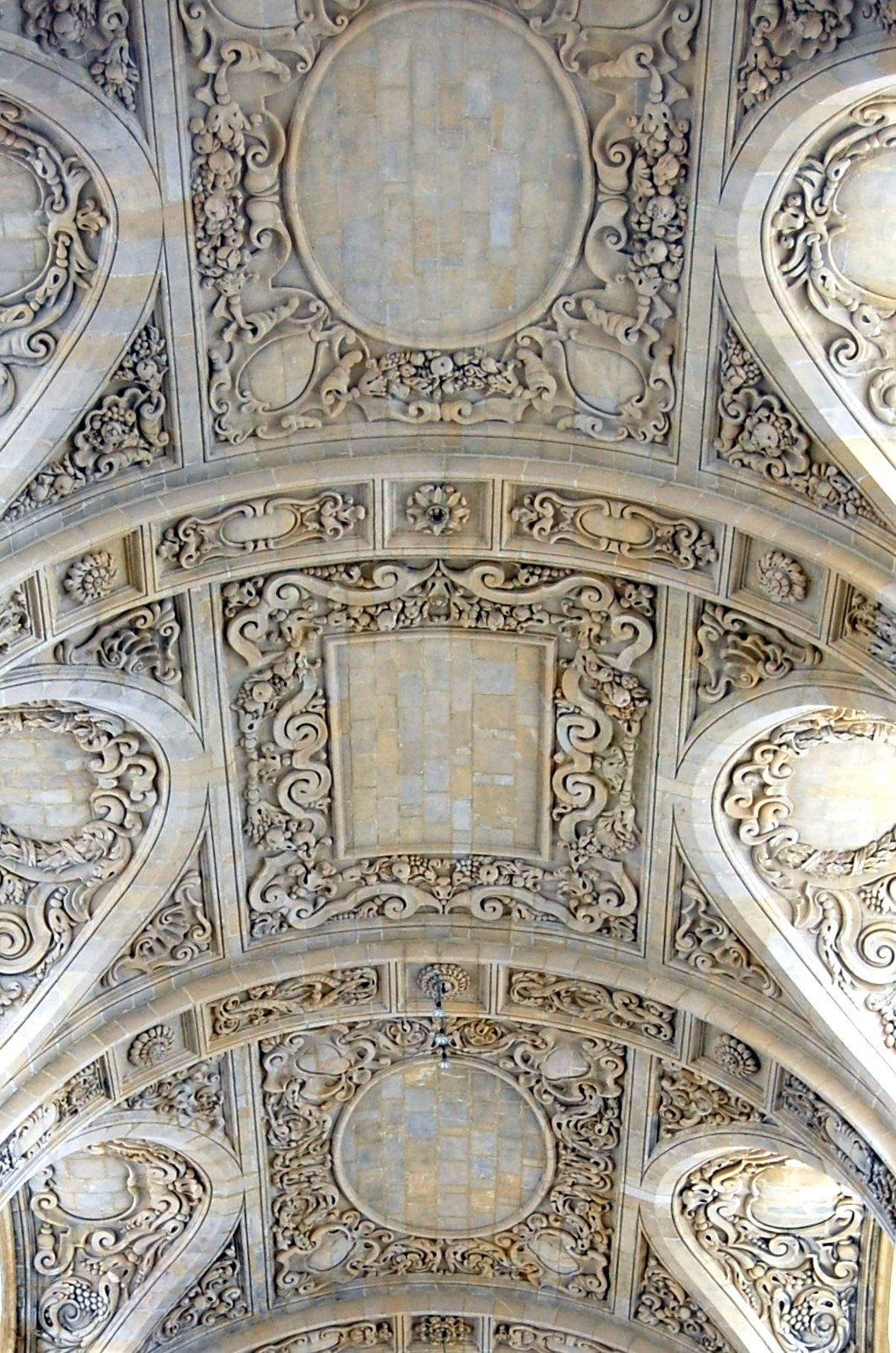
Gewelf bestaande uit ivoorwitte zandsteen verfraaid met gebeeldhouwde cartouches.
Dit is vrij uniek in Noord-Europa.

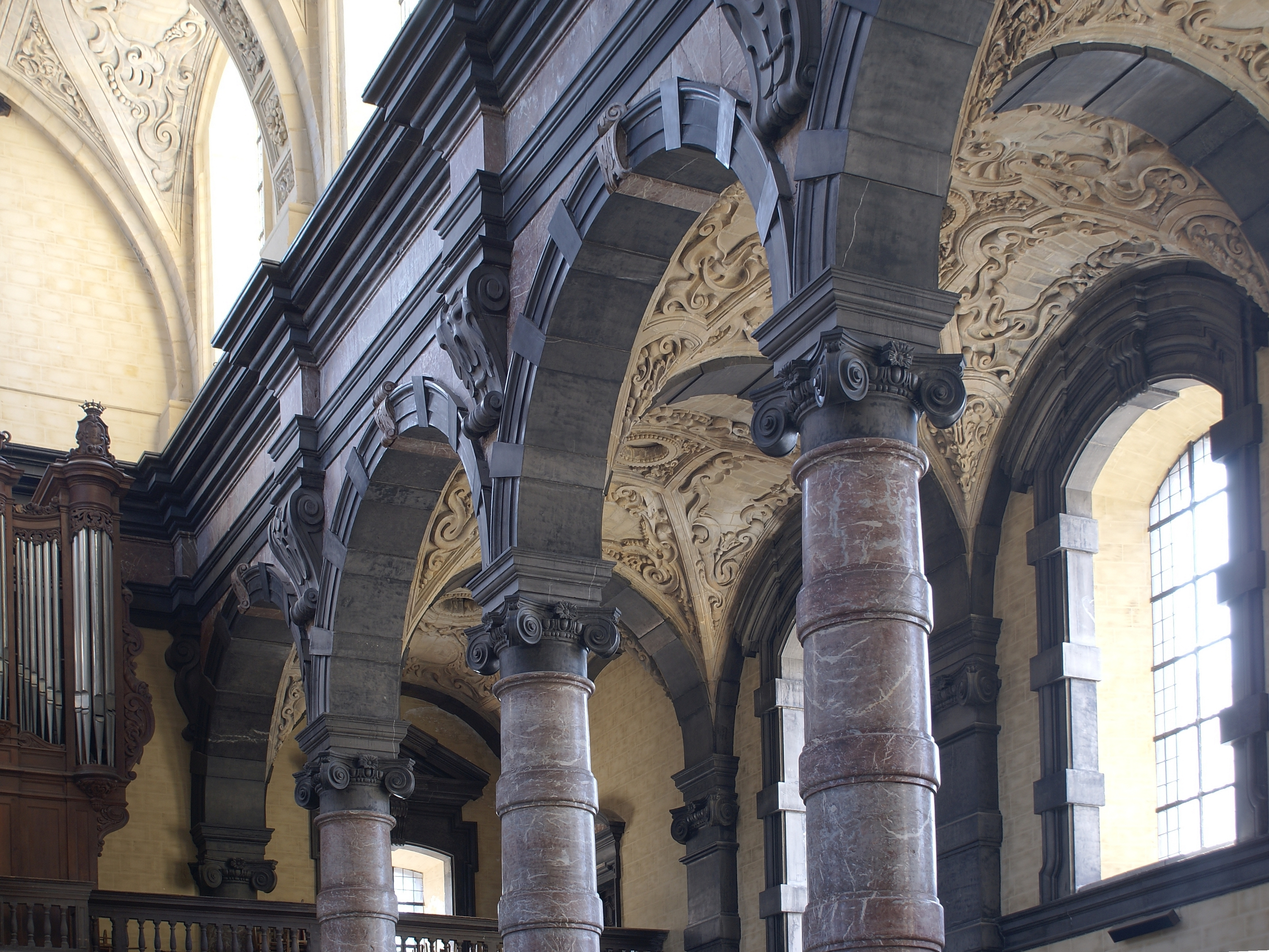
Omringde zuilen van rood en zwart marmer.

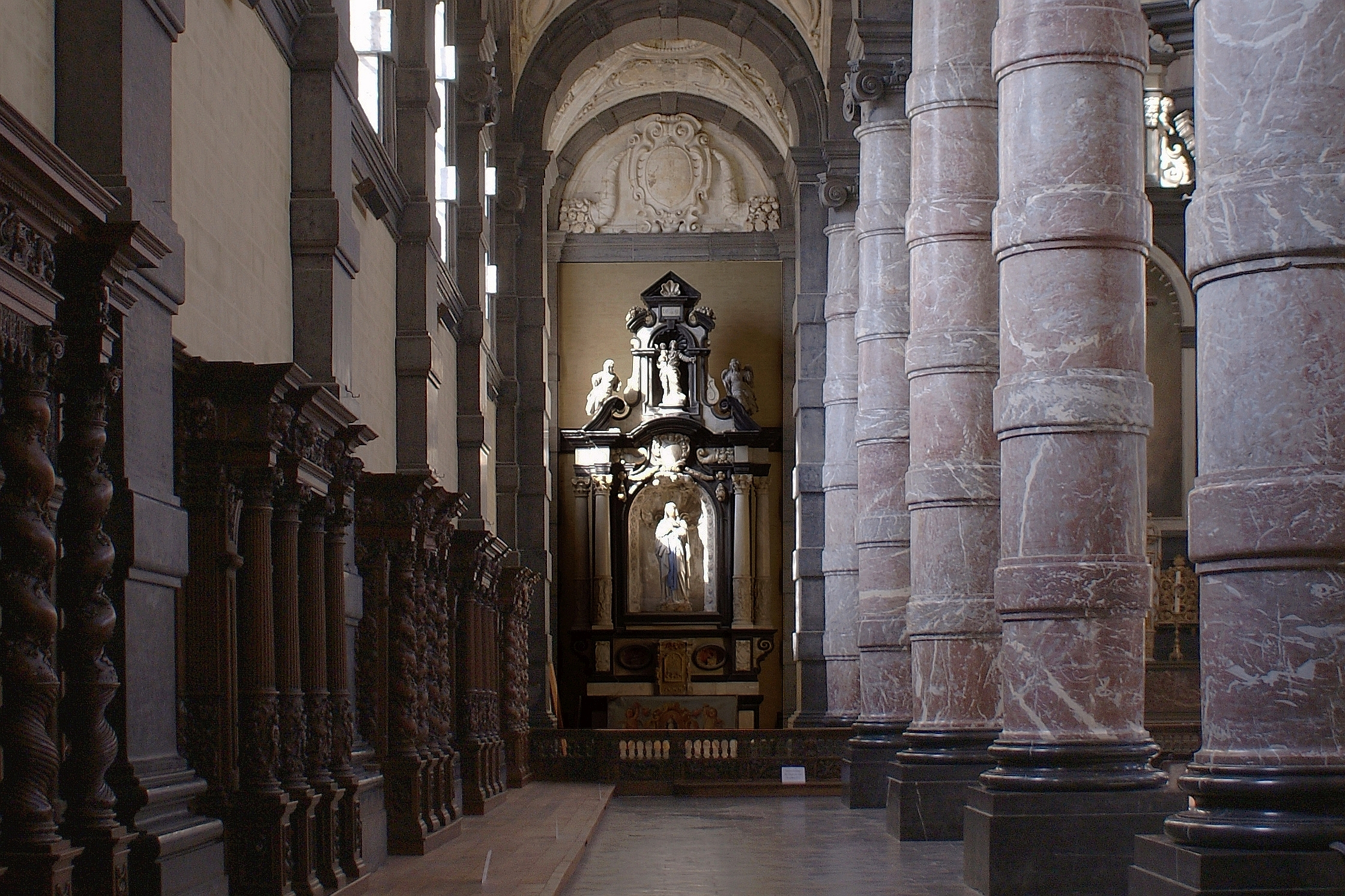
Linkerzijbeuk. Altaar van Sint-Maria op de achtergrond.

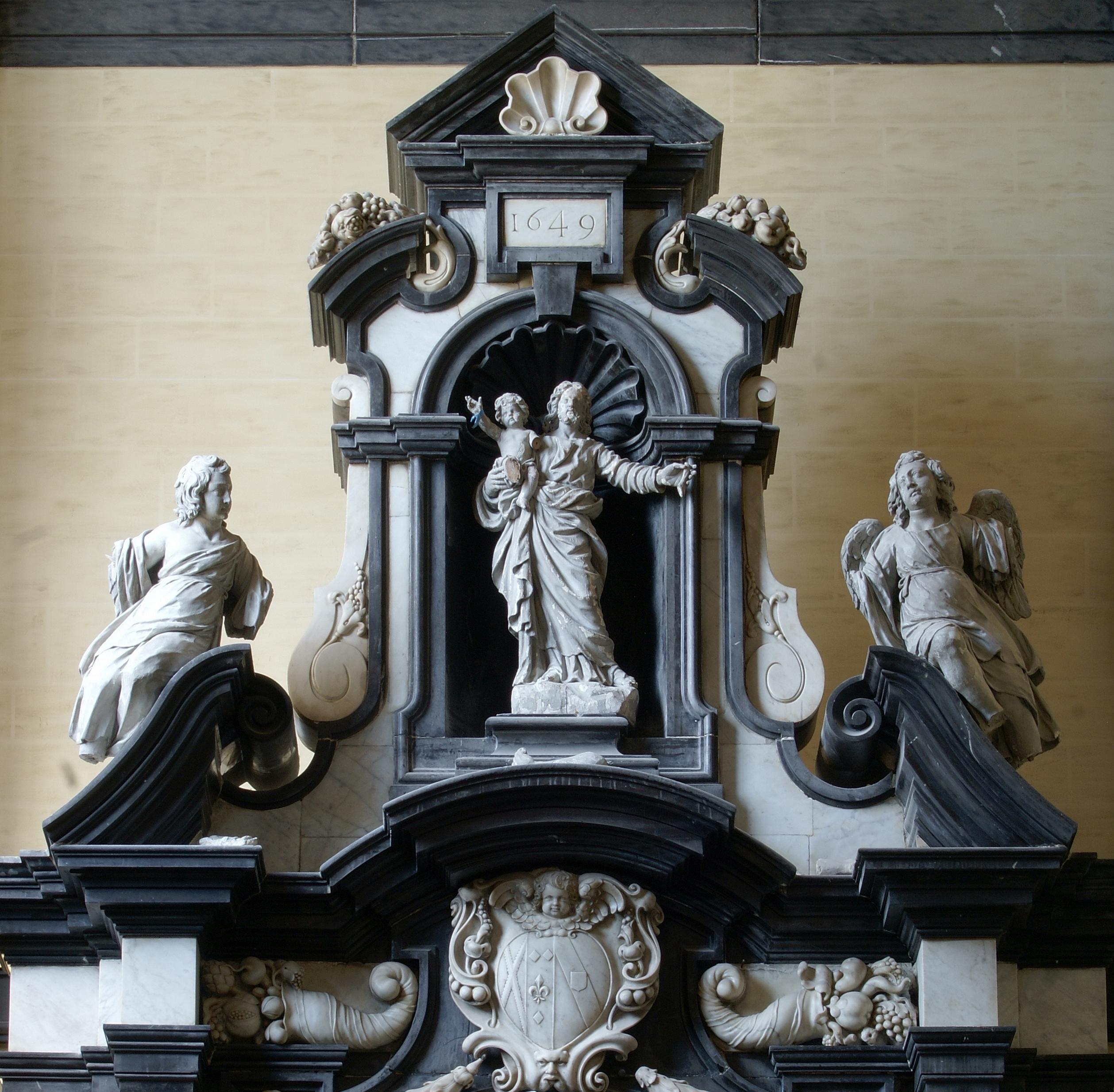
Altaar van Sint-Maria, geschonken door Anne de Rupplémont, anno 1649 (detail).

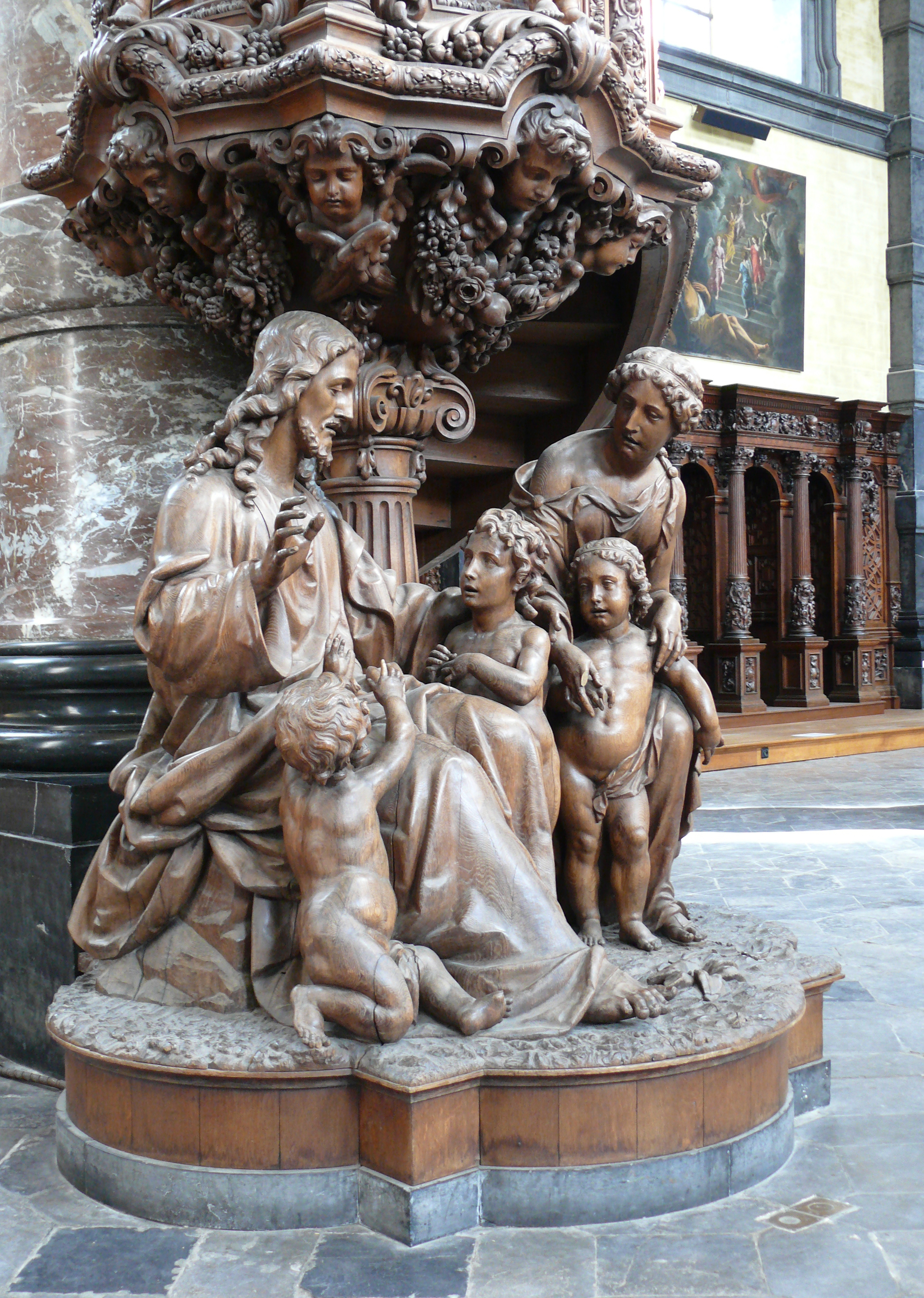
Detail van de preekstoel.

De Saint-Loupkerk (Église Saint-Loup in Frans) is een rooms-katholieke kerk in de Belgische stad Namen, hoofdstad van de gelijknamige provincie in Wallonië. Deze kerk maakt deel uit van het "Patrimoine majeur de Wallonie". 
Ze is een van de belangrijkste barokkerken van België en is tussen 1621 en 1645 gebouwd door de jezuïeten. Aanvankelijk werd ze Sint-Ignatiuskerk (église Saint-Ignace) genoemd, en was ze ten dienste van het belendende jezuïetencollege.
Deze kerk wordt heden ten dage benevens de eredienst ook voor concerten gebruikt.

## Geschiedenis
Na hun aankomst in de 17-de eeuw namen de jezuïeten een klein college over dat zij vergrootten. Nadien bouwden zij aangrenzend aan dit college een kerk, die toegewijd werd aan Sint-Ignatius, de stichter van de jezuïetenorde.
Pieter Huyssens (°Brugge, 1577, † Brugge, 6-6-1637), een Vlaamse jezuïet, architect en barokmeester, ontwierp deze kerk. Niettemin maakte hij de voltooiing ervan niet mee: reeds bij de aanvang van de bouwwerken bleken er onvoldoende fondsen voor een onmiddellijke voltooiing. Alhoewel de rector van het college regelmatig opriep tot het schenken van bijdragen, vertraagden de activiteiten: zij werden noodgedwongen gespreid over de periode van 1621 tot 1641. De architect zelf overleed eerder: in 1637. Na de voltooiing van de kerk, werd ze ten slotte gewijd, in 1645, door de Namense bisschop: Englebert Dubois.
Gedurende anderhalve eeuw diende de Sint-Ignatiuskerk voor allerhande liturgische en apostolische activiteiten die verband hielden met de jezuïeten van het aangrenzende college: de broederschap van Maria, predikingen en onderricht verbonden aan de geestelijke vorming van de in het college verblijvende jongeren. Maar in 1773 schafte paus Clemens XIV (° 31-10-1705, † 22-9-1774) de Jezuïetenorde af en moesten de paters hun verblijfplaats en hun kerk verlaten. Doordat een naburige kerk op instorten stond, lieten de gemeentelijke autoriteiten -ten behoeve van de pastoor en de parochianen- het gebruik van de Sint-Ignatiuskerk toe. Een logisch uitvloeisel daarvan was, dat vier jaar later, in 1777, de kerk de patroonheilige van de parochie in kwestie, met name Saint-Loup, toebedeeld kreeg.
Op 14 september 1777 vond de plechtige overdracht plaats. Enkele kerkschatten van de oude kerk werden naar de jezuïetenkerk overgebracht, zo onder meer het wijwatervat (uit 1615), de kroonkandelaars en het kruisbeeld van het hoogaltaar uit de 16-de eeuw.
Onder de koorvloer, ongeveer ter hoogte van de apsis bevindt zich een crypte. In 1849 ontdekte een archeoloog er inscripties op grafstenen van jezuïetenpaters, die dateerden uit de 17-de eeuw. Deze onderaardse ruimte werd mettertijd ingericht als stookzaal, en van de oorspronkelijke grafstenen blijven er slechts fragmenten over...
In de loop der jaren werd het jezuïetencollege omgevormd tot "Koninklijk Atheneum François Bovesse".
In januari 1936 werden zowel het schoolgebouw als de kerk geklasseerd, en na jaren talmen werd in 1979 een algehele restauratie aangevangen.

## Architectuur
Voor zijn barokke kerk had architect Huyssens op zijn plannen een klokkentoren voorzien, aan het kooreinde, achter de apsis. Maar in 1645, dit is acht jaar na zijn overlijden, was deze toren nog niet hoger ontwikkeld dan het schip, en hij werd nooit naar de voorziene hoogte opgetrokken.
De gevel is gebouwd in de Nederlandse barokstijl waarbij de Gesùkerk te Rome in mindere mate -, maar vooral de Sint-Carolus-Borromeüskerk te Antwerpen, als voorbeeld dienden. De voorgevel met drie onderverdelingen is bijzonder bevallig. 
Tussen 1864 en 1867 onderging het gebouw een grote restauratie en de façade werd opnieuw opgebouwd in blauwe hardsteen, ter vervanging van het oorspronkelijke zwarte marmer dat in open lucht niet bestand was tegen de tand des tijds.
Klassieke structuurlijnen, afgewisseld met versieringen en barokke toevoegsels geven de voorkant een samenhangend evenwicht zonder gevoel van overdaad. 
In de bovenhoek van het fronton -boven de toegangsdeur- ziet men een putto, vergezeld van een chronogram in medaillon met getalwaarde 1867 wat verwijst naar het einde van de restauratie. Het chronogram luidt als volgt: "NamVrCI DeCVs aC gLorIa resVrgo" hetgeen betekent: "Namen in Eer en Glorie herrezen".

## Interieur

### Linkerzijbeuk
Het altaar van de H. Maagd Maria, in de linkerzijbeuk, dateert van 1649 en was een schenking van Anne de Rupplémont, weduwe van Pierre Huet. Men ziet het blazoen van de hertog van Aarschot, prins van Arenberg, in 1640 gouverneur van het graafschap Namen.

### Rechterzijbeuk
In 1876 werd tegen de derde pilaar van de rechterzijbeuk een nieuwe preekstoel gebouwd. Deze maakt deel uit van het oeuvre van Benjamin Devigne (° 1827, † 1894) uit Dinant.

### Koor
Het hoogkoor dateert van 1656 en is -enigszins verwonderlijk- sober afgewerkt, in gemarmerd hout. Nochtans baadt het schip in echt marmer: rood van Rochefort en Rance, alsook zwart van Mazy en van de Maasvallei. Deze tegenstelling vindt haar oorsprong in het feit dat de boot die het marmer voor het koor uit Italië moest aanvoeren, nooit in de Lage Landen is toegekomen. Wat er in die tijd precies gebeurde is niet met zekerheid bekend. Werd deze boot afgeleid in het Kanaal, of leed hij schipbreuk? Alleszins is zeker dat het voor Namen bestemde marmer daar nooit toegekomen is, en gebruikt werd voor het altaar van de Notre Damekerk in Calais.
De van gemarmerd hout vervaardigde zuilen, links en rechts van het retabel in de kerk van Saint-Loup, ondersteunen een nis waarin een beeld van de patroonheilige staat. Evenwel moet worden opgemerkt dat dit in feite een omgevormd Sint-Ignatiusbeeld is, dat met een mijter en een kruis werd toebedeeld teneinde een bisschopsbeeld voor te stellen. Saint-Loup, overleden in 478, was namelijk bisschop van Troyes.
In de muren van het hoogkoor, links en rechts, zijn twee nissen aanwezig. Deze herbergen, aan de linkerkant een beeld van de H. Petrus, en aan de rechterkant de H. Paulus. Beide zijn in de 17de eeuw gemaakt door G. Coquelet.

### Middenbeuk
Het gewelf, zowel in de middenbeuk als in de zijbeuken, bestaat uit zandsteen (ivoorwit) die volledig bewerkt is, en verfraaid met gebeeldhouwde cartouches. Dit gewelf is vrij uniek in Noord-Europa.
De Franse dichter Charles Baudelaire (°1821, † 1867), vriend van de Namense schilder Félicien Rops (° 1833, † 1898) vond de kerk bij een bezoek in 1866 een 'elegante doodskist'.
Dit had ongetwijfeld te maken met het feit dat het van oorsprong ivoorwitte plafond, in de loop der jaren gitzwart geworden was (kaarsrook, roet van de verwarming, ...). Bijna onmiddellijk na zijn uitspraak kreeg hij een beroerte, wat tot gevolg had dat hij spraakgestoord werd. 
Desalniettemin vertrok hij nog naar zijn geboortestad Parijs, waar hij in het daarop volgende jaar (1867) overleed. 
Ter gelegenheid van de jongste restauratie (aanvang: 1979) werd het gewelf weer in zijn originele kleur hersteld.

### Biechtstoelen
De tien biechtstoelen zijn in de muren van de zijbeuken ingewerkt. Het zijn overvloedig versierde meesterstukken van houtbewerking.

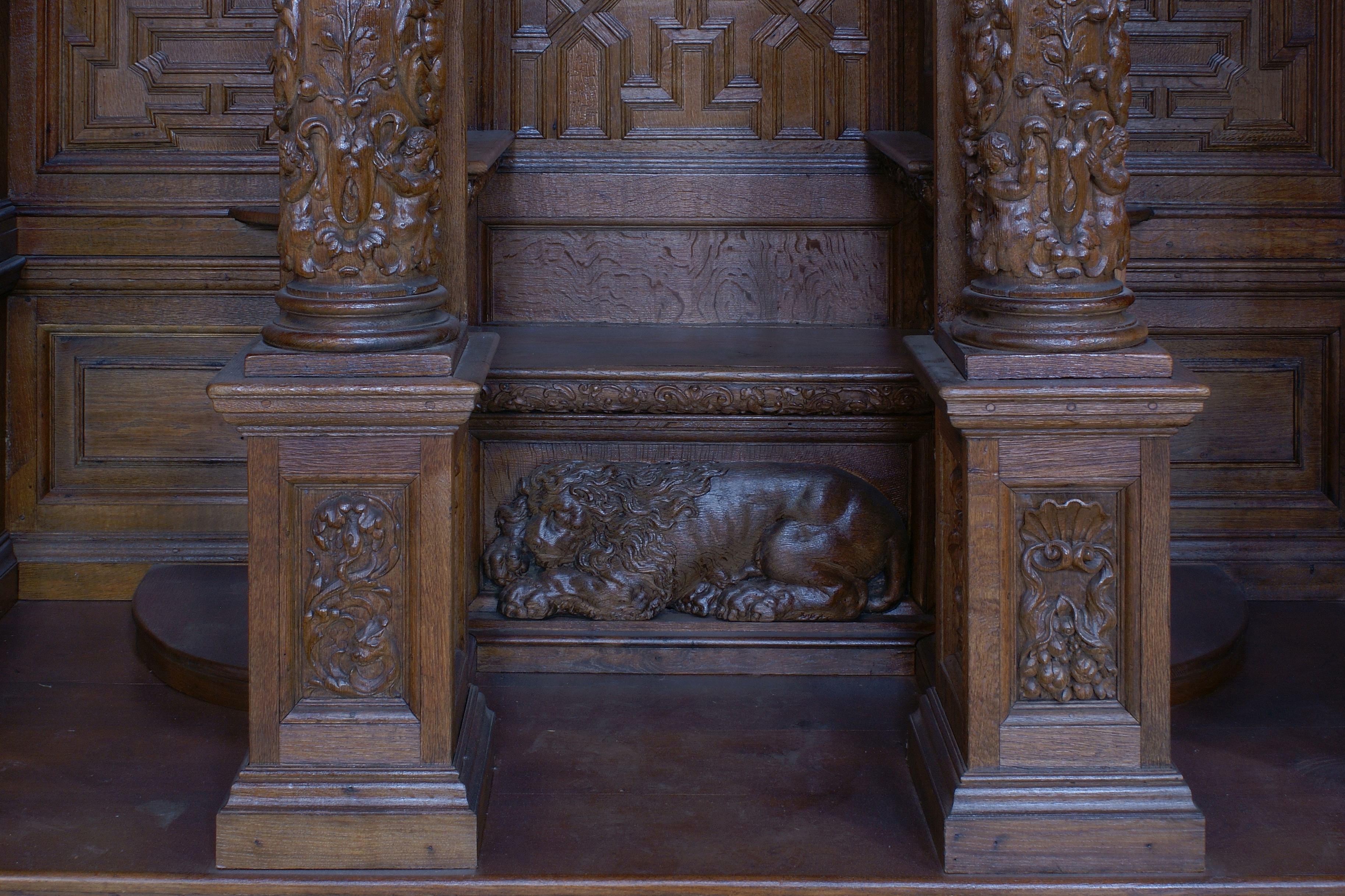
Detail van een biechtstoel

### Doeken
Jacques Nicolaï (° Dinant, 1605 of 1607, † Namen, 1678), een jezuïet uit Dinant, was leerling van Rubens. Hij schilderde voor deze kerk een aantal doeken, maar in 1779 werden negen ervan overgebracht naar de Sint-Aubankathedraal.
1809 was het jaar waarin enkele nieuwe doeken geplaatst werden, ter vervanging van de Nicolaï’s doeken.